# Pena de morte no Brunei
A Pena de morte é uma pena legal em Brunei, embora nenhuma execução tenha ocorrido desde que o país conquistou a independência em 1984. A última execução em Brunei ocorreu em 1957, quando o país ainda era um protetorado do Reino Unido. 
Os crimes capitais em Brunei incluem assassinato, terrorismo, tráfico de drogas, cumplicidade com suicídio, incêndio criminoso, sequestro, traição, motim, perjúrio e, a partir de 2019, homossexualidade. Em abril de 2014, Brunei introduziu um novo código penal que implementou elementos da lei da Sharia e instituiu a pena de morte (por lapidação) por adultério, sodomia, estupro, apostasia, blasfêmia e insulto ao Islã. 
Os métodos legais de execução no Brunei estão o enforcamento e desde de 2014, o Apedrejamento. 
Atualmente, estima-se que existem cerca de seis indivíduos no corredor da morte em Brunei. A última sentença de morte conhecida foi proferida em 2017  e uma sentença de morte foi comutada em 2009. 